# 19487 Rosscoleman
19487 Rosscoleman este un asteroid din centura principală de asteroizi.

## Descriere
19487 Rosscoleman este un asteroid din centura principală de asteroizi. A fost descoperit pe 23 aprilie 1998 la Socorro, New Mexico, în cadrul proiectului LINEAR. Asteroidul prezintă o orbită caracterizată de o semiaxă mare de 2,41 ua, o excentricitate de 0,12 și o înclinație de 6,1° în raport cu ecliptica.